# Athina Livanos
Athina Mary "Tina" Niarchos (em grego: Αθηνά (Τίνα) Λιβανού; nascida Livanos; previamente Spencer-Churchill; Londres, 19 de Março de 1929 – Paris, 10 de Outubro de 1974), primeira esposa de Aristóteles Onassis, era a filha mais nova do magnata grego Stavros G. Livanos e Arietta Zafiraki. Stavros G. Livanos era filho e neto de marinheiros, e um dos três mais poderosos armadores gregos da época, quando a fortuna na Grécia retornou aos seus portos e estaleiros.

## Biografia
Tina, como era conhecida, cresceu entre Londres e Nova York tendo uma vida luxuosa. Ela estudou nas melhores faculdades, passou férias nos resorts mais cosmopolitas do mundo e associou-se a príncipes e reis, atores famosos e celebridades internacionais desde criança. Ela atraia a atenção por sua beleza, o que cativou dois magnatas gregos Aristóteles Onassis e Stavros Niarchos. Niarchos pediu a mão de Tina a seu pai, Stavros Livanos, quando ela tinha apenas 14 anos. O pai negou porque sua outra filha, Eugenia, teria de se casar primeiro, pois era três anos mais velha. Onassis também pediu para casar-se com Tina e recebeu a mesma resposta de Stavros Livanos. Porém Onassis foi mais persistente. O namoro entre Tina e Onassis durou três anos. Por fim, em 1946, Stavros Livanos deu a Onassis sua bênção. À época, Tinha tinha 17 anos e Onassis 40 anos. Os dois casaram-se no mesmo ano na cidade de Nova York. O matrimônio de inicio a uma rivalidade entre Aristóteles Onassis e Stavros Niarchos, os dois gregos mais ricos da época. Um ano depois Niarchos casou-se com Eugenia, irmã de Tina.
Em 30 de abril de 1948, Tina Livanos deu à luz em uma clínica de Nova York um garoto chamado Alexander Onassis e, dois anos depois, em 11 de dezembro de 1950, uma garota chamada Christina.
Ao longo dos anos, o casal afastou-se devido às traições de Onassis, Tina sabia que seu marido saia com outras mulheres e sabia quem elas eram. Com o tempo e o único tempo que passaram juntos foi quando davam festas e fingiam estar em bons termos. No verão de 1959, Onassis convidou a cantora de ópera Maria Callas e seu marido Giovanni Battista Meneghini para um cruzeiro no luxuoso "Iate Christina". Ao longo dos dias, porém, Tina descobriu o envolvimento entre seu marido e a cantora. Em novembro de 1959, Livanos-Onassis entrou com um pedido de divórcio na Suprema Corte de Nova York por adultério — a única causa de divórcio que foi então reconhecida em Nova York — pedindo a custódia de Alexander e Christina. Um ano depois, Tina Livanos se divorcia oficialmente de Aristóteles Onassis. No texto oficial não há menção de adultério.
Em 4 de maio de 1970, Niarchos foi manchete mundial, pois sua esposa, Eugenia, 44 anos, foi encontrada morta em Spetsopoula sob circunstâncias suspeitas. O legista encontrou sinais de luta e contusões em seu corpo. A versão oficial é a morte por overdose de barbitúrico. A família Livanos manteve-se ao lado de Niarchos, aceitando que Eugenia morreu devido ao uso excessivo de barbitúricos e que as contusões vieram, como Stavros Niarchos argumentou, de suas tentativas de trazê-la de volta à consciência.
Em 1961, Tina Livanos se casou com o inglês John Spencer-Churchill, 11.º Duque de Marlborough de quem se divorciou em 1971. Apenas alguns meses depois, Tina fez o inesperado, a ex “Sra. Onassis” casou-se com o viúvo de sua irmã Stavros Niarchos e pai de seus quatro sobrinhos. O casamento teve a bênção da família Livanos dissolvendo qualquer suspeita da culpa de Niarchos na morte de Eugenia. No entanto, Onassis e seu filho Alexandrer se opuseram abertamente à sua escolha. Menos de dois anos depois, em 23 de janeiro de 1973, Alexander Onassis, filho de Athina e herdeiro natural de Aristóteles, morreu em um acidente de avião. No ano seguinte a tragédia, em 10 de outubro de 1974, Athina Niarchos é encontrada morta em uma suíte de hotel em Paris. Morreu devido ao uso excessivo de barbitúricos como sua irmã Eugenia. Athina Niarchos foi sepultada no Cemitério Bois-de-Vaux em Lausana, Suíça.

## Casamentos
1. Aristóteles Onassis (28 de Dezembro de 1944 — 1960): com ele, ela teve dois filhos, Alexander Onassis (1948-1973) e Christina Onassis (1950-1988).
2. John George Spencer-Churchill, 11.º Duque de Marlborough (23 de Outubro de 1961 – Março 1971).
3. Stavros Niarchos (21 de Outubro de 1971 – 1974): o viúvo de sua irmã Eugenia.